# سانتیاگو آریاس
سانتیاگو «سانتی» آریاس نارانخو (اسپانیایی: Santiago"Santi" Arias Naranjo‎؛ زاده ۱۳ ژانویهٔ ۱۹۹۲) بازیکن فوتبال اهل کلمبیا است که برای اتلتیکو مادرید و تیم ملی فوتبال کلمبیا بازی می‌کند.